# Evangelický kostel (Jimramov)
Evangelický kostel v Jimramově byl postaven v centru městysu naproti katolickému kostelu Narození Panny Marie. Od roku 2012 je chráněn jako kulturní památka České republiky.

## Historie
Byl postaven v letech 1789 – 1791. Má obdélníkový půdorys, krytý mansardovou střechou. Původně byl bez věže, jak dokládá nejstarší dochovaná fotografie Jimramova z roku 1877. Věž byla přistavěna kolem roku 1885. Kolem kostela je hřbitov, kde je pochován Michal Blažek – první superintendent moravský. Za pozornost stojí pomník od sochaře Julia Pelikána u hrobu jeho spolužáka Chrousta.

## Současnost
Ve druhé polovině 80. let 20. století byl kostel zrekonstruován za významné finanční podpory nizozemských farníků ze spřátelené farnosti. V roce 2012 se objevily snahy o zapsání na seznam kulturních památek.